# Pussy Galore
Pussy Galore — американская гаражная рок-группа, образованная в 1985 году в Вашингтоне, округ Колумбия. Состав постоянно менялся, вплоть до распада в 1990 году. Как и многие другие гаражные команды, участники группы злоупотребляли психоактивными веществами. Название группа взяла от персонажа Онор Блэкман из фильма о Джеймсе Бонде Голдфингер.
Pussy Galore сделали привычное гаражное панк-звучание ещё более вызывающим, резким и депрессивным, прибавив к нему бьющийся о звуковые стены, пульсирующий нойз. Выделяясь помимо оригинального саунда эпатажным имиджем, Pussy Galore оказали влияние на многие андерграундные коллективы того времени.
В 1986 году записана пародия на известнейший альбом The Rolling Stones Exile on Main St. Эта и прочие провокации вызвали волну возмущения у слушателей, и группа оказывается в тени хардкор-панк команд из того же D.C.
В 1987 году Нейл Хагерти на некоторое время покидает группу (в том же году образовывается Royal Trux).
На счету Pussy Galore 5 EP и 3 LP за время существования.
Запись последнего альбома Historia de la Musica Rock (1990) велась уже без участия Джулии, ушедшей в результате конфликта внутри группы. На последнем альбоме звучание становится более схожим с блюзом, в частности Джоном Спенсером, основавшим впоследствии экспериментальный проект The Jon Spencer Blues Explosion
Работа участников Pussy Galore после распада представляет исключительный интерес. Здесь помимо упомянутых Royal Trux, JSBX, Howling Hex Хагерти, участие Кэфриц в проекте Free Kitten (вместе с Ким Гордон).
В конце 80-х Спенсер вместе с Мартинес основали Boss Hog еще до раскола Pussy Galore. С 1989 года пара обручена. Появлялись и другие группы, в том числе Blues Explosion и Royal Trux. В начале 90-х Джулия вместе с Бертом записали LP Action Swingers. Через несколько лет после расформирования публикуется сборник Corpse Love: The First Year с четырьмя песнями из кассеты Exile On Main Street, ранними материалами и интервью.

## Дискография
Студийные альбомы
- 1986 — Exile on Main Street
- 1987 — Right Now!
- 1989 — Dial M for Motherfucker
- 1990 — Historia De La Música Rock

Концертные альбомы
- 1998 — Live: In the Red

Сборники
- 1987 — Groovy Hate Fuck (Feel Good About Your Body)
- 1992 — Corpse Love: The First Year